# Dawn (namn)

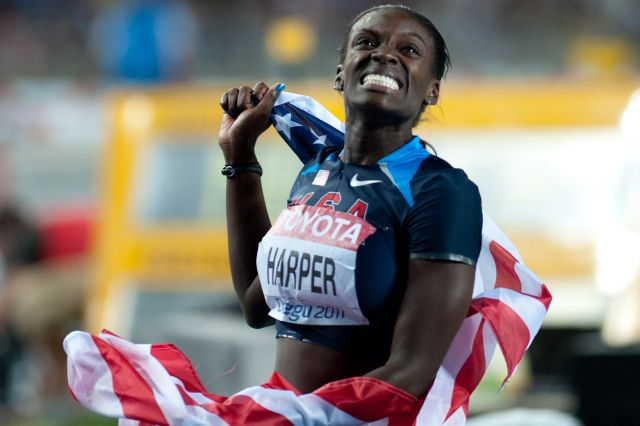
Dawn Harper

Dawn är ett engelskt kvinnonamn med betydelsen gryning.
Den 31 december 2014 fanns det totalt 175 kvinnor folkbokförda i Sverige med namnet Dawn, varav 35 bar det som tilltalsnamn.
Namnsdag: saknas

## Personer med namnet Dawn
- Dawn Burrell (född 1973), amerikansk friidrottare som tävlade i längdhopp och vann VM-guld 2001
- Dawn French (född 1957), brittisk skådespelare och komiker
- Dawn Harper (född 1984), amerikansk friidrottare som tävlar i häcklöpning och vann OS-guld 2008
- Dawn Martin (född 1976), irländsk sångerska som deltog i Eurovision Song Contest 1998
- Dawn Staley (född 1970), amerikansk basketspelare som vann OS-guld 2004
- Dawn Wells (1938–2020), amerikansk skådespelare, bland annat känd för sin roll som Mary Ann Summers i TV-serien Gilligan's Island